# Zorzines funerea
Zorzines funerea är en fjärilsart som beskrevs av Inoue 1988. Zorzines funerea ingår i släktet Zorzines och familjen nattflyn. Inga underarter finns listade i Catalogue of Life.